# Ovcearenkî, Ohtîrka
Ovcearenkî (în ucraineană Овчаренки) este un sat în comuna Komîși din raionul Ohtîrka, regiunea Sumî, Ucraina.

## Demografie
Componența lingvistică a localității Ovcearenkî
     Ucraineană (100%)
Conform recensământului din 2001, toată populația localității Ovcearenkî era vorbitoare de ucraineană (100%).